# Vojtech Budinský-Krička
Vojtech Budinský-Krička v. Budaváry (Rózsahegy, 1903. július 24.  – Kassa, 1993. január 5.) szlovák régészprofesszor, a szlovákiai régészet úttörője. 

## Élete

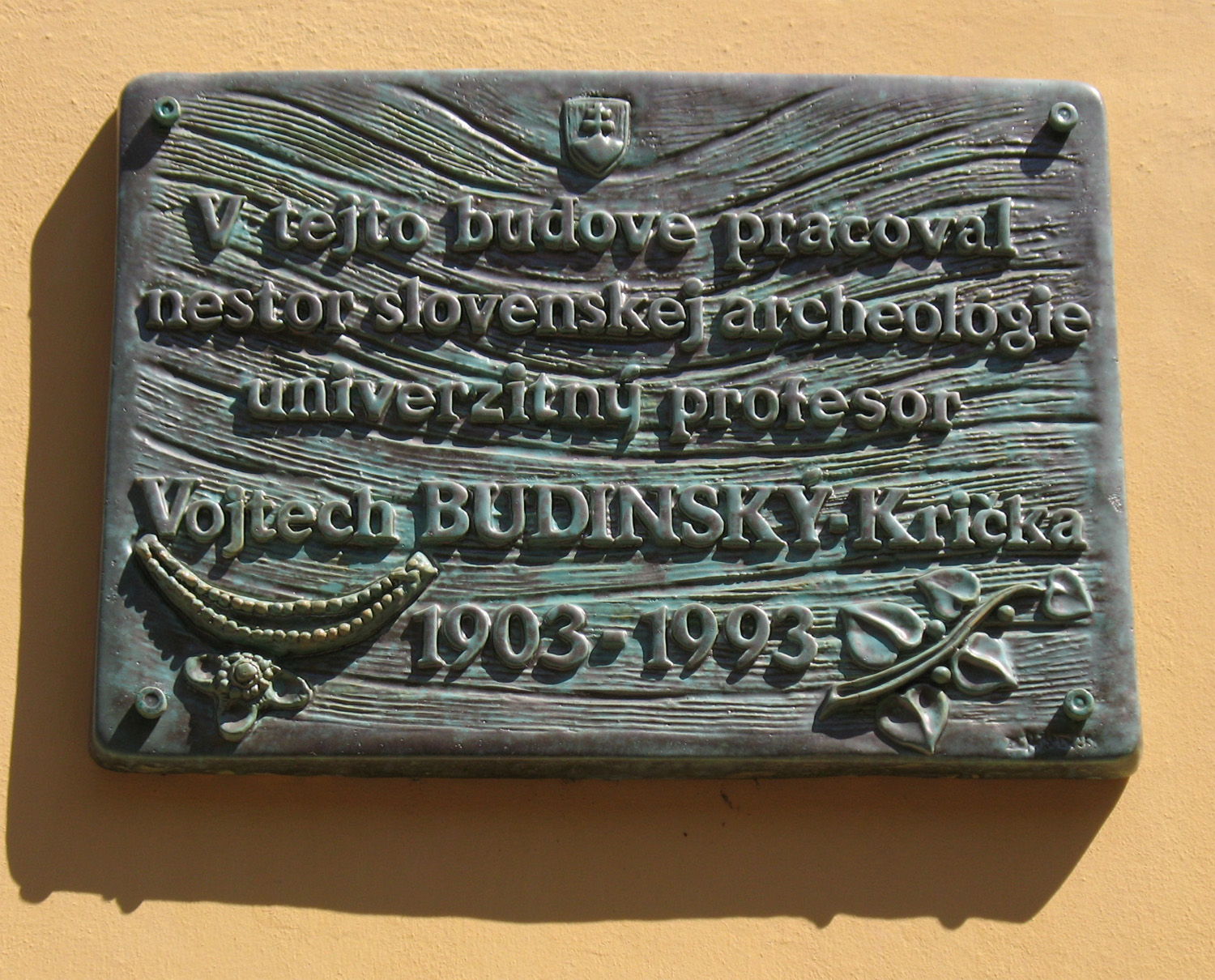
Emléktáblája Kassán a Régészeti Intézet kihelyezett épületén

A rózsahegyi Krička családból származik, amely Budaváryra változtatta a nevét. Szülei Budaváry (Krička) Péter (1866–1956) és Bukna Anna (1879–1972) voltak. Testvére Budaváry (Budinský) Emil (1906–1942) katonatiszt.
Tanulmányait előbb a rózsahegyi piarista főgimnáziumban, majd a pozsonyi Comenius Egyetemen, valamint Krakkóban a Jagelló Egyetemen végezte. Fiatalon a turócszentmártoni Szlovák Nemzeti Múzeum, később pedig a Csehszlovák Állami Régészeti Intézet munkatársa. A terepbejárások és ásatások egyik fő szervezője.
1928-1929-ben a znióváraljai gimnázium tanára. 1939. március 1-jétől a Szlovák Nemzeti Múzeum mellett működő Régészeti és Konzervátori Intézet vezetője és 1942-es megalakulásától pedig az önálló Állami Régészeti Intézet első igazgatója egészen 1951-ig. 1940 és 1950 között a Comenius Egyetem prehistorikus régészeti tanszékének professzora.
1951-ben a kommunista diktatúra 8 évi börtönre ítélte. Az enyhülés csak 1954 után következett (Eisner közbenjárására szabadon engedték), amikor a nyitrai Régészeti Intézet munkatársa lett. Későbbiekben mint a kihelyezett kassai kutatóközpont vezetője tevékenykedett (1958-1974), nagyban hozzájárulva Kelet-Szlovákia régészeti kultúráinak megismeréséhez. Rózsahegyen nyugszik.
Kulcsfontosságúak a Kelet-Szlovákia őskori történetével, valamint a szláv kultúra, legfőképpen a megtelepedés fejlődésének problémakörével foglalkozó munkái, melyek számtalan terepbejárására és szórványgyűjtésére alapultak.
Főbb ásatásai többek között: Eperjes, Karasznyán, Kiscsepcsény, Királyhelmec, Ragyolc, Sárosremete, Szakolca, Turócszentmárton, Zemplén, Zsebes, Zsitvatő és számos csehországi leletmentés. Életműve több mint 300 művet foglal magában, felöleli a szlovákiai régészeti kutatás csaknem minden területét.
Jellemét a szívósság, kitartás, szerénység és természetes kutatói adottsága formálta. Az utána következő generációk hálásak úttörő munkásságáért és őrzik példamutató emlékét.

## Főbb művei
- 1936 Zpráva o výskume „Homôlky“ v Malom Čepčíne (okr. Turčiansky sv. Martin) r. 1936. Sborník Múzeálnej Slovenskej Spoločnosti XXX, 94-99. (Budaváry néven)
- 1942 Výtvarný prejav slovanského praveku
- 1943 Prvé nálezy staroslovenských radových pohrebíšť hradištných na strednom Slovensku. SSNM 1942—43, 13—63.
- 1947 Slovensko v mladšej dobe kamennej
- 1949 Ďalšie výskumy v oblasti pravekých mohýl na východe Slovenska (Časopis Muzeálnej slovenskej spoločnosti XL)
- 1952 Nové nálezy v Topoľčanoch (Archeologické rozhledy IV)
- 1956 Pohrebisko z neskorej doby avarskej v Žitavskej Tôni na Slovensku. Slovenská archeológia 4/1, 5-131
- 1959 Slovanské mohyly v Skalici – Slawische Hügelgräber in Skalica
- 1959 Výskum na sídlisku s bukovohorskou kultúrou vo Šváboch, okr. Prešov (Arch. Roz. XI)
- 1961 Východoslovenská nížina v praveku (Arch. Roz. XIII)
- 1961 Miedzy Wyhorlatem a pasmem Tokajsko-preszowskim (Acta Arch. Carp. III)
- 1963 Žiarové hroby z doby medenej v Malých Zalužiciach-Lažňanoch (Arch. Roz. XV)
- 1964 Pohrebisko z neskorej doby kamennej v Malých Zalužiciach-Lažňanoch (Štud. Zvesti 13)
- 1965 Gräberfeld der späten schnurkeramischen Kultur in Veselé (Slov. Arch. XIII-1)
- 1967 Východoslovenské mohyly (Slov. Arch. XV-2)
- 1973 Das altmagyarisches Fürstengrab von Zemplín (Fettich Nándor tsz.)
- 1990 A late 1st century B. C. - 2nd century A. D. cemetery at Zemplín. Slovenská archeológia 38/2, 245-344 (tsz. Mária Lamiová-Schmiedlová)
- 1991 Šebastovce – Gräberfeld aus der Zeit des awarischen Reiches (Anton Točík tsz.)
- 1993 Moja účasť na archeologickom výskume na Slovensku a v Čechách v rokoch 1929-1989. Študijné zvesti 29
- 2016 Ilava, poloha Porubská dolina. Bratislava/ Nitra (tsz. Lucia Benediková – Jana Katkinová)